# Les Noces chymiques de Christian Rosenkreutz
 (juillet 2023).

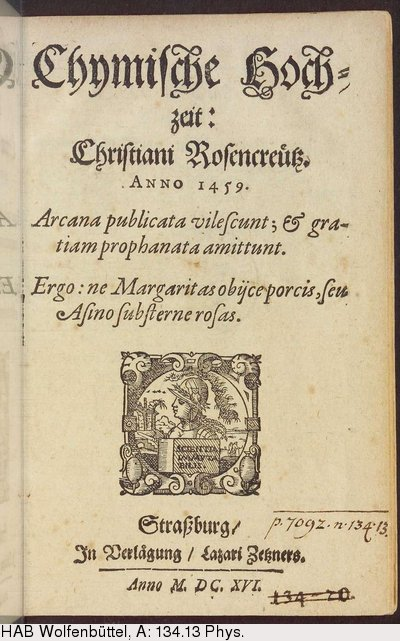
Édition originale (1616) des Noces chymiques de Christian Rosenkreutz.

Les Noces chymiques de Christian Rosenkreutz est un important texte de la Rose-Croix paru en allemand à Strasbourg en 1616 sous le titre Chymische Hochzeit Christiani Rosencreutz anno 1459. Imprimé par Lazare Zetzner sans nom d'auteur, il est attribué à Johann Valentin Andreae (1586-1654), qui prétend l'avoir écrit en 1604. Il n'a été traduit en français qu'en 1928. En 1619, le même auteur fait éditer chez Johan Thiemen le Practica  Leonis Viridis avec comme sous titre : Der rechte und wahre fusteig zu dem koniglichen chymischen hochzeit saal F.R.C. (le juste et véritable sentier d’accès à la salle des Noces Chymiques Royales F. R. C.) . Cet ouvrage était annoncé page 23 des Noces Chymiques (promissum autoris) et dévoile le symbolisme alchimique et mystique des Noces Chymiques.
L'action se situe en 1459. C'est un texte allégorique, poétique et satirique dans la tradition des grands textes alchimiques, qui narre à la première personne l'expérience de Christian Rosenkreutz, personnage fictif, durant sept journées.
Ce texte précise que les Rose-Croix « ne jettent pas de perles aux pourceaux, ni de roses aux ânes », indiquant qu'il s'agit d’une œuvre codée, ésotérique. D'une grande qualité littéraire, il se prête à de nombreuses interprétations.
On y relève particulièrement des aspects alchimiques, théologiques, allégoriques, psychologiques, spiritualistes, numérologiques, hermétistes qui révèlent des connaissances précises d'alchimie chrétienne, de magie, de mathématiques et un intérêt pour la mécanique et la pansophie.

## Argument
Au cours de sept journées, Christian Rosenkreutz participe aux noces du Roi et de la Reine, qui culminent par la résurrection du couple royal.

## Le Récit

### Le premier jour

#### 1- L'invitation
Les "Noces" débutent à la veille de Pâques, au moment où Christian Rose-Croix (C.R.C.) reçoit une invitation d'une vierge ailée, « vêtue d'une robe bleue parsemée délicatement d'étoiles d'or tel le ciel » et qui a des ailes grandes et belles couvertes d'yeux, tenant dans sa main une trompette en or… Prenant son essor elle sonne de la trompette ce qui ébranle la montagne entière au point que C.R.C. n'entend pas sa propre voix pendant un quart d'heure.
Il s'agit de la vierge Alchimia qui lui transmet une invitation aux Noces royales, l'informant que s'il ne s'y est pas préparé, ou s'il est trouvé trop léger, les Noces lui causeront dommage.

#### 2- Le songe de C.R.C.
Cette tempête et l'avertissement qui s'ensuit le laissent désemparé et rempli de crainte.
Il s'endort et fait un rêve… Le voilà au fond d'une tour obscure d'une prison, avec d'autres personnes enchaînées, luttant les unes contre les autres et se traitant mutuellement d'aveugles et de forçats. Il décrit ainsi les vains efforts de l'humanité dans le puits de l'ignorance et du désespoir.
Le couvercle de la tour est levé, mais sitôt qu'un rayon de lumière s'y infiltre, la réalité n'en devient que plus insupportable et chaotique.
Une corde leur est jetée à sept reprises et chacun se démène aux dépens des autres pour être libéré. Dans cette lutte pour la survie, C.R.C. constate qu'il n'est pas en reste…
C.R.C. se hisse au sommet au moyen de la sixième corde qui passe à sa portée et de là, malgré ses blessures, il aide les autres à sortir. Leurs sauveteurs, regrettant de ne pouvoir sauver tous les hommes, lui remettent une médaille en or à l'effigie du soleil levant avec ce texte : « Deus Lux Solis vel Laus Semper » que l'on peut traduire par « Dieu, lumière du Soleil ou à Dieu soit la louange éternelle ».
Rasséréné, C.R.C. quitte sa cellule plein d'espoir et de joie et se met en marche vers la montagne « qui porte les trois temples » où doivent avoir lieu les "Noces".

### Deuxième jour

#### 1- La croisée des chemins
Christian Rose-Croix parvient à la croisée de quatre chemins. L'un doit être le bon, mais il ne sait lequel choisir.
- Le premier est court mais périlleux, car il est plein d’écueils sur lesquels il peut facilement échouer. (C'est le chemin du développement personnel acquis par les exercices et le yoga, par exemple, chemin contraignant de l'ascèse ésotérique)
- Le deuxième est plus long, à cause de ses longs détours, mais il est certain qu’il ne va pas dans la mauvaise direction. Il est plat et facile, à condition de ne dévier ni à droite ni à gauche, et cela à l’aide d’une "boussole". (C'est l'image classique de la voie de la lente évolution)
- "Le troisième est la vraie Voie Royale, car il réconforte le cœur par toutes sortes de joies et de spectacles princiers. Cependant, jusqu’à ce jour, un homme seulement sur des milliers est parvenu à le suivre. (C'est la voie que C.R.C. va choisir, bien malgré lui, celle qui le conduira à la Salle des Noces)
- Pour le quatrième chemin, "il n’a été permis à nul mortel d’atteindre le but, car sa puissance consume, et seuls des corps incorruptibles peuvent le supporter". (Chemin exclu donc pour lui)

C.R.C., dit le texte, doit choisir celui qu'il veut suivre et n’en plus dévier, car il ne pourrait, au péril de sa vie, revenir sur ses pas…
Comment faire un tel choix ? Eh bien, d'une manière absolument spontanée. En désirant délivrer une colombe (symbole de l'âme) des attaques d'un corbeau, il en vient à s'engager dans sa voie prédestinée.
Nous avons ici affaire à deux figures traditionnelles et antagonistes de l'alchimie.

#### 2- Entrée au château des Noces
C.R.C. parvient finalement au château et dans la salle des Noces, il découvre de nombreux invités, qui ne voient dans leur présence aucune élection divine et ne trouvent dans celle de C.R.C. que sujet à rires et moqueries… C'est une profonde déception pour notre héros.
« Les cris augmentaient toujours. Il y en avait aussi qui se vantaient de visions fausses et imaginaires, et racontaient des rêves effrayants et mensongers. »
Paraît une resplendissante jeune fille au milieu de trompettes et de musique retentissantes, au milieu d'une lumière intense, qui souhaite la bienvenue aux invités, mais annonce qu'une pesée va avoir lieu :
"Afin qu’aucun imposteur ne se trouve ici,
que nul coquin n’aveugle les autres,
et que, dans le calme, sans trouble,
vous soyez élus pour les Noces très pures,
il faudra, demain, supporter
que chacun de vous soit pesé,
et que soit clairement mesuré
ce qu’en soi chacun a oublié."

### Troisième jour

#### 1- La scène du jugement (la pesée, l'épreuve)
Christian Rose-Croix et ses compagnons se préparent à l'épreuve. Ils seront confrontés à 7 poids qui n'ont ni la même grandeur ni la même forme, ceci sur une balance faite d'or suspendue au milieu de la salle.
L'or est effectivement un métal mythique, qui symbolise les exigences requises de chaque participant aux "Noces".
Les candidats sont divisés en trois groupes et C.R.C. dans sa grande humilité s'estime indigne d'y participer. Il se tient donc en retrait avec d'autres personnes...

#### 2- Les trois groupes (le résultat de la pesée)
Le premier groupe est composé d' "empereurs" et de nobles personnages qui résistent parfois à un poids particulier, quelques-uns à plusieurs. Cependant rares sont ceux qui arrivent au bout de l'épreuve. Après que les nobles, les savants et d'autres aient passé l'épreuve, vient le groupe des fripons, des pieux messieurs, des faiseurs de pierre philosophale, tous ceux qui abusent des autres et du peuple.
Tous sont chassés de la balance à coups de fouet, ficelés comme les autres vaincus et conduits vers les autres prisonniers…
L'épreuve terminée, on propose de peser le groupe de ceux qui ont préféré ne pas participer aux Noces et qui se jugent indignes, même si, comme C.R.C. lui-même, ils s'y sont préparés toute leur vie.
C.R.C. bien sûr, triomphe de tous les poids au point qu'on tente de le soulever par la force et de suspendre trois hommes à l'autre plateau.
Il reçoit à son tour un habit de velours rouge et une branche de laurier et reçoit la liberté de libérer un prisonnier de son choix.

#### 4- Les dix anecdotes
Les candidats sont confrontés à un ensemble d'énigmes, qui sont en fait les inextricables difficultés de la vie, mais aussi les rapports de l'homme et de la femme…

### Quatrième jour

#### 1-Hermès, source originelle des Mystères
Le quatrième jour commence par une confrontation avec la source hermétique qui jaillit là- par "décret divin et avec l'assistance de l'Art" comme remède régénérateur.
Cette fontaine est le point de départ de la sagesse et de la quête :
"Qui le veut, s'abreuve à moi
Qui le veut se purifie en moi
Qui l'ose m'agite.
Buvez, Frères et vivez…"

#### 2- C.R.C. reçoit un nouveau vêtement ainsi que la Toison d'or
S'étant purifié et lavé à la fontaine, après avoir bu dans une coupe d'or pur, C.R.C. reçoit un nouvel habit, puis la Toison d'Or ornée de pierres précieuses.

#### 3- L'escalier royal de la Salle des Noces
Nanti de sa nouvelle dignité, C.R.C., précédé par Alchimia, est conduit par un escalier de 365 marches jusqu'à la vision du Roi et de la Reine dans toute leur majesté, au point qu'il est incapable d'en soutenir la vue.
« Comme les étoiles dans le ciel, cela dépassait en sublimité tout que j'avais tenu pour beau jusqu'à présent. » Telle est la vision qu'offre la "Salle des Noces"…

#### 9- 7 vaisseaux et 7 flammes
Les cercueils contenant les corps inanimés des personnes royales sont placés en secret dans sept vaisseaux merveilleux. Environnés de lumière, ceux-ci prennent la mer.

### Cinquième jour
Dame Vénus
Au matin, C.R.C. découvre une crypte où repose, comme morte, dame Vénus (déesse de l'Amour) dans toute sa réalité céleste, parfaite, et inviolable...
Ainsi l'aperçoit-il, réelle et dévoilée, au point qu'il en reste cloué sur place…
Il est dit que lorsque le processus de transmutation alchimique aura été complètement accompli, « Vénus se réveillera et sera Mère d'un Roi »…
Les candidats montent à bord des navires, sortent de la baie et atteignent la mer de la plénitude, où a lieu la rencontre avec toute une foule de sirènes et de nymphes qui offrent une perle précieuse en guise de cadeau de Noces et entonnent un hymne à l'Amour, dont semble émaner la manifestation universelle, chant en sept couplets :
"Qui, un jour, nous donna la Vie ?
L'Amour.
Qui nous rendit la Grâce ?
L'Amour.
D'où sommes-nous issus ?
De l'Amour
Comment nous sommes nous perdus ?
Par manque d'Amour."
La Tour de l'Olympe
La Tour de l'Olympe est le lieu où doit s'accomplir la résurrection des personnes royales, ou sous une autre forme, l'Esprit (le roi), l'Âme (la Reine) en la personne de Christian Rose-Croix (le corps). Cette Tour, qui a également sept étages, se trouve au sein d'une île représentant un carré parfait.
Le cinquième jour s'achève à l'étage inférieur de la tour, qui s'avère être un laboratoire… C.R.C. et ses compagnons doivent « y laver des plantes, des pierres précieuses et d'autres matières, en extraire la sève et l'essence, mettre le tout en flacons et les garder en réserve… »
La nuit venue, C.R.C. contemple la mer, et les flammes symbolisant les corps des rois décapités, ceci au sein d'une véritable symphonie cosmique, la lune brille avec une grande vivacité, la mer étant d'un calme absolu et les connaissances astronomiques de C.R.C. lui révèlent une conjonction de planètes comme on en observe rarement.

### Sixième jour
Au début du sixième jour, les candidats sont réunis dans l'étage inférieur de la Tour septuple et le résultat de leur travail ayant en vue la résurrection des personnes royales est examiné ; purifiés, ils s'apprêtent à pénétrer dans le deuxième étage de la Tour.
Ailes, cordes et échelles
Pour cela, chacun reçoit soit une échelle, soit une corde, soit des ailes.
- L'échelle, instrument donné à C.R.C., représente la colonne vertébrale et s'élève ainsi du plexus sacré jusqu'à la région de la pinéale… (symbole repris par la Tour, qui est elle-même septuple). Elle est le symbole de l'acte parfaitement conforme aux plus hautes aspirations, ce qui inclut un chemin harassant et d'intenses purifications.

- La corde est celle du mystique qui vit par le cœur. C'est celle de la certitude.

- Les ailes représentent tous ceux qui vivent pour le Savoir. Ce sont celles de la pensée.

Ainsi sont représentés trois aspects humains qui participent au processus des Noces Alchimiques.
Six cellules, douze musiciens et un coffre
Au deuxième étage de la Tour, les alchimistes sont confrontés à six belles cellules, légèrement surélevées, auxquelles on accède par trois marches. C.R.C. et ses compagnons y sont répartis afin de "prier pour la vie du Roi et de la Reine".
Puis on amène un coffre, assez grand pour contenir les cadavres des six personnes royales qui seront littéralement liquéfiés.
Puis vient le troisième étage…
Le globe d'or, les portes, les miroirs et l'éclat du soleil
Au centre de la salle, un globe d'or est chauffé par l'éclat du soleil qui se reflète sur les miroirs disposés tout autour. Après avoir couvert les miroirs et laissé refroidir le globe, C.R.C. et ses compagnons le coupent en deux et y découvrent un œuf. La Vierge qui les accompagne le récupère et envoie les candidats vers l'étage suivant.
L'éclosion de l’œuf
Au quatrième étage, ils retrouvent l’œuf qui finit d'incuber. Un oiseau noir ensanglanté en sort. La Vierge le nourrit du sang des rois décapités, les plumes noires tombent alors, remplacées par des blanches.
Le bain et l'oiseau bleu
Au cinquième étage, l'oiseau, maintenant de taille adulte, est baigné. Il perd toutes ses plumes, qui en se dissolvant dans l'eau y laissent une poudre bleue. L'oiseau sans plumes a une peau blanche, telle celle d'un homme. Une poudre bleue est appliquée sur son corps, lui laissant juste la tête blanche.
La mort de l'oiseau bleu
Au sixième étage, C.R.C. et ses compagnons retrouvent 6 objets qu'ils ont croisés dans leur quête, ainsi que l'oiseau. Celui-ci est décapité, incinéré et ses cendres recueillies par la Vierge.
Elle annonce alors que quatre candidats ne sont pas dignes d'atteindre le dernier étage, désignant C.R.C. et trois autres. Ils sont sortis de la salle et…
Le vieillard dans les combles et les figurines humaines
L'intervention de la Vierge et l'expulsion des quatre candidats est un subterfuge pour, en fait, isoler les quatre seuls dignes d'atteindre le sommet de la tour qui n'est pas le septième étage mais les combles au-dessus..
Pendant que la Vierge poursuit la cérémonie avec les compagnons au septième étage, C.R.C. et les trois autres retrouvent, sous les combles, un vieillard (déjà rencontré au premier étage).
Avec les cendres de l'oiseau et de l'eau, ils moulent deux figurines, un garçonnet et une fillette. Puis, ils font couler le sang de l'oiseau, collecté avant son incinération, sur les figurines. Celles-ci grandissent alors jusqu'à atteindre une taille adulte mais restent inertes, de simples figurines à la peau lisse, humaine, mais sans vie.
Un éclat de feu, à travers un trou dans le toit, frappe chaque corps, les ramenant alors à la vie. Le Roi et la Reine sont ainsi ressuscités.
C.R.C. et ses compagnons finissent la journée dans la Tour, mangent, se reposent et se préparent au départ.

### Septième jour
Christian Rose-Croix quitte la Tour de l’Olympe, en tant que Chevalier de la Toison d'or. Les 12 navires qui composent la flotte des candidats arborent chacun le pavillon d’un signe du zodiaque. Celui de C.R.C. arbore le signe de la Balance.
À peine ont-ils quitté le large pour pénétrer dans la baie, qu’ils aperçoivent 500 vaisseaux dont l’un étincelle d’or pur et de pierres précieuses. À son bord se trouvent le Roi et la Reine que d’aucuns pensaient encore défunts. À peine parvenus à terre, le roi chevauchant en compagnie de C.R.C. reçoit une étrange missive.
Elle émane d’un gardien à l’habit bleu, celui qui avait la garde du premier portail et qui a transmis à C.R.C. le signe lui permettant de franchir sans encombre les épreuves de la balance et de l’initiation, dont le maître mot est « Purification ».
Qui ést ce gardien ?
C’est un astrologue réputé et de renom… Mais un jour, ayant contemplé Dame Vénus dans son lit, il a reçu comme châtiment de garder la première porte, jusqu’au moment où quelqu’un le libérera de cette charge.
Les serviteurs de la Rose-Croix reçoivent alors les règles de leur Ordre :
- Ne reconnaître comme fondement de l’Ordre aucun esprit ou démon, mais Dieu seul
- Avoir en horreur toute idolâtrie, impudicité et impureté
- Ne venir en aide avec ses Dons qu’à ceux qui en sont dignes et en ont besoin
- Ne pas employer cet honneur pour acquérir plus de gloire et de célébrité en ce monde
- Ne pas vivre plus longtemps que Dieu ne le veut…

On leur donne les pouvoirs sur la Pauvreté, l’Ignorance et la Maladie…
C.R.C. inscrit alors les mots suivants :
« Le plus grand savoir est savoir que nous ne savons rien. »
« Frère C.R.C., Chevalier de la Pierre d’Or en l’année 1459. »
Puis il prend la place du gardien de la porte, le libérant de sa charge. Il devient lui-même le gardien, renonçant, le cœur brisé, au bonheur de jouir de tous les trésors spirituels qu’il a acquis au cours de ces épreuves.
Mais les Noces s’achèvent par ces mots :
« Et alors qu’il croyait devoir être le gardien du portail, le lendemain matin, lui, l’auteur de cet écrit, est retourné dans sa patrie. »

### Traductions
- Les noces chymiques de Christian Rosencreutz, trad. de l'all. Auriger, Chacornac, 1928, XXIV-143 p.
- Les noces chymiques de Christian Rosencreutz, trad. de l'all. Auriger, Chacornac, 1928, XXIV-143 [PDF]
- Bernard Gorceix, La Bible des Rose-Croix, Traduction et commentaire des trois premiers écrits rosicruciens (1614-1615-1616), Presses universitaires de France, 1970
- Les Noces chymiques de Christian Rosenkreutz, trad. Serge Hutin, Editions du Prisme, 1973.
- J.-V. Andreae, Les Noces chymiques de Christian Rose-Croix 1459 consigné par J.-V. Andreae - Étude et commentaires de Rudolf Steiner (1918), Éditions Anthroposophiques Romandes.
- Les Noces alchimiques de Christian Rose-Croix publiées et commentées pour les six premières journées par Jan van Rijckenborgh (Rozekruis-Pers Haarlem, Pays-Bas ) (vers 1940)
- Les Noces Chymiques De Christian Rose-Croix, publiées et commentées pour le septième jour par Henk Leene, Éditions Chanteloup, France, 1989.

### Études
- Frances Yates, La lumière des Rose-Croix (1972), trad., Retz.
- Aurélie Choné, Jean-Pierre Brach (éd.), Un roman alchimique à Strasbourg, Les Noces Chymiques de Christian Rose-Croix / Ein alchimistischer Roman in Straßburg. Die Chymische Hochzeit des Christian Rosencreutz, 1616-2016, Recherches germaniques, Hors-série n°13, Strasbourg, Presses Universitaires de Strasbourg, 2018 (lire en ligne)
- R. Eddighoffer, Rose-Croix et société idéale selon Johann Valentin Andreae, 2 vol., 1982-1987.
- Dictionnaire des symboles, Jean Chevalier, Alain Gheerbrant, Ed/ Robert Laffont, coll. "Bouquins".